# Anthony Baffoe
Anthony Baffoe (ur. 25 maja 1965 w Bad Godesberg) – ghański piłkarz występujący na pozycji obrońcy.

## Kariera klubowa
Baffoe treningi rozpoczął w zespole 1. FC Ringsdorff Godesberg, a w 1980 roku przeszedł do juniorów 1. FC Köln. W 1983 roku został włączony do jego pierwszej drużyny, a 13 sierpnia 1983 zadebiutował w Bundeslidze w przegranym 2:3 meczu z Arminią Bielefeld. Zawodnikiem 1. FC Köln był do 1985 roku i w tym czasie w jego barwach wystąpił dwa razy.
Następnie Baffoe występował w zespołach 2. Bundesligi – Rot-Weiß Oberhausen, Stuttgarter Kickers oraz Fortunie Köln. W 1989 roku wrócił do Bundesligi, zostając zawodnikiem Fortuny Düsseldorf. 24 lutego 1990 w wygranym 2:1 spotkaniu z VfL Bochum strzelił swojego pierwszego gola w Bundeslidze. W Fortunie Baffoe grał przez trzy lata.
W 1992 roku przeszedł do francuskiego FC Metz. W Division 1 zadebiutował 8 sierpnia 1992 w zremisowanym 0:0 meczu z FC Nantes. Graczem Metz był przez dwa lata, a potem przez rok występował w innym zespole Division 1 – OGC Nice. W kolejnych latach był jeszcze zawodnikiem zespołu Golden z Hongkongu, a także wenezuelskiego Caracas FC, gdzie w 1999 roku zakończył karierę.

## Kariera reprezentacyjna
W latach 1991–1994 Baffoe rozegrał 13 spotkań i zdobył 1 bramkę w reprezentacji Ghany. W 1992 roku został powołany do kadry na Puchar Narodów Afryki, zakończony przez Ghanę na 2. miejscu. Zagrał na nim w meczach z Zambią (1:0), Egiptem (1:0), Kongiem (2:1), Nigerią (2:1) i Wybrzeżem Kości Słoniowej (0:0, 10:11 w rzutach karnych).
W 1994 roku Baffoe po raz drugi wziął udział w Pucharze Narodów Afryki. Wystąpił na nim w spotkaniach z Senegalem (0:1) i Wybrzeżem Kości Słoniowej (1:2), a Ghana odpadła z turnieju w ćwierćfinale.